# جوناثان كوك (صحفي)
جوناثان كوك (بالعبرية: ג'ונתן קוק‏) (بالإنجليزية: Jonathan Cook)‏ هو صحفي إسرائيلي وبريطاني، ولد في 1965 في باكينغهامشير في المملكة المتحدة.

## وصلات خارجية
- الموقع الرسمي